# Martin Kelly (Fußballspieler)
Martin Ronald Kelly (* 27. April 1990 in Whiston, Merseyside) ist ein englischer Fußballspieler, der bei Salford City unter Vertrag steht. Er spielt hauptsächlich als rechter Außenverteidiger, kann jedoch auch als Innenverteidiger eingesetzt werden.

## Spielerkarriere

### FC Liverpool
Zu seinem Pflichtspieldebüt kam Kelly am 9. Dezember 2008 in der UEFA Champions League gegen die PSV Eindhoven, als er für Jamie Carragher eingewechselt wurde. Von Ende März 2009 bis zum Saisonende spielte er auf Leihbasis für den Drittligisten Huddersfield Town in der Football League One und kam zu sieben Einsätzen (1 Tor). Nach seiner Rückkehr nach Liverpool kam der Juniorennationalspieler am 15. März 2010 bei einem 4:1-Erfolg gegen den FC Portsmouth zu seinem Debüt in der Premier League 2009/10.
Nachdem Kenny Dalglish am 8. Januar 2011 seinen Vorgänger Roy Hodgson als Trainer des Vereins ablöste, fand Martin Kelly regelmäßig Berücksichtigung in der ersten Mannschaft des FC Liverpool, bis er sich Ende Februar eine schwere Verletzung an der Achillessehne zuzog. Erst in der Saison 2011/2012 kam er wieder zu gelegentlichen Einsätzen, war hinter Glen Johnson jedoch kein Stammspieler, sodass er schließlich auf 12 Saisoneinsätze kam. Am 29. November 2011 erzielte er im Viertelfinale des englischen Ligapokals gegen den FC Chelsea das 2:0 und somit sein erstes Pflichtspieltor für Liverpool.
Zur Saison 2014/15 wechselte Kelly zu Crystal Palace. Er unterschrieb einen Dreijahresvertrag bis zum 30. Juni 2017. Nach acht Jahren bei dem Verein aus London, wechselte der 32-Jährige am 1. September 2022 zum Zweitligisten West Bromwich Albion.
Am 1. September 2022 unterschrieb Kelly einen Zweijahresvertrag bei West Bromwich Albion. Am 5. Oktober bestritt Kelly seinen ersten Auftritt für die „Baggies“ bei einer 0:1-Niederlage gegen Preston North End. Im Januar 2023 unterzeichnete Kelly einen Leihvertrag bei Wigan Athletic bis zum Ende der Saison 2022/23.

### Englische Nationalmannschaft
Martin Kelly nahm mit der englischen U-20-Nationalmannschaft an der Junioren-Fußballweltmeisterschaft 2009 in Ägypten teil. Das englische Nationalteam erlebte bei diesem Turnier jedoch ein Desaster und scheiterte bereits in der Vorrunde. Am 10. August 2010 feierte er sein Debüt in der englischen U-21-Nationalmannschaft und erzielte dabei seinen ersten Treffer.
Sein erstes A-Länderspiel bestritt Kelly am 26. Mai 2012, als er im Freundschaftsspiel gegen Norwegen nach 87 Minuten für Phil Jones eingewechselt wurde. Nach dem Ausfall von Gary Cahill wurde Martin Kelly für die Fußball-Europameisterschaft 2012 nachnominiert. Wie im Verein war er jedoch hinter Glen Johnson nur Ersatzspieler.